# Донской казачий Дячкина полк
Донской казачий Дячкина полк — казачье войсковое подразделение Российской империи. Назван в честь генерала Г. А. Дячкина.

## История
Сформирован в 1806 году в Войске Донском и 30 ноября этого же года был командирован на внешнюю службу Донского казачьего генерал-майора П. Д. Иловайского 2-го полк. 9 октября 1811 года переименован в Донской казачий полковника Г. А. Дячкина полк. 1 ноября 1814 года полк возвратился в Войско и был расформирован.

### Полковые командиры

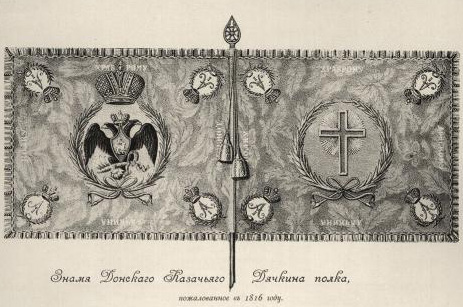
Флаг полка с 1816 года

- Павел Дмитриевич Иловайский 2-й — генерал-майор, командир полка с 30 ноября 1806 года по 25 августа 1810 года.
- Осип Васильевич Поздеев — есаул (с 20 апреля 1811 года войсковой старшина, с 20 мая 1813 года подполковник), командующий полком с 26 августа 1810 года по 9 октября 1811 года и января 1813 года по 1 ноября 1814 года.
- Григорий Андреевич Дячкин — полковник (с 16 июня 1813 года генерал-майор), командир полка с 9 октября 1811 года по январь 1813 года.

### Полковые регалии
8 сентября 1813 года (за отличие в деле при Слониме 8 октября 1812 года) — полку пожаловано Георгиевское знамя с надписью: «Храброму Донскому казачьему Дячкина полку». Позже это знамя было утеряно. Восстановлено в 2013 году.

### Участие в военных делах
- Русско-прусско-французская война 1806—1807 годов и Русско-турецкая война 1806—1812 годов.

1807 год. В начале февраля полк прибыл с Дона в Резервный корпус генерала от инфантерии А. М. Римского-Корсакова, а затем в середине февраля откомандирован в корпус генерал-лейтенанта графа П. А. Толстого (с 19 мая генерал-лейтенанта князя А. И. Горчакова 1-го) и был назначен прикрывать дорогу из Гейльзберга в Гутштадт. Участвовал в боях: 1 марта — при сел. Карловке; 4 марта — при г. Вартенбурге; 8 марта — при м. Алленштейне; 1 мая — при м. Алленштейне; 24 мая — при г. Гутштадте; 27 мая — при сел. Кляйнсфельде, на р. Пасарге; 28 мая — при сел. Вольфсдорфе; 30 мая — при г. Гейльсберге; 2 июня — при г. Фридланде. 6 июля выступил из г. Тильзита в Молдавскую армию.
1809 год. В составе казачьего отряда генерал-лейтенанта М. И. Платова полк участвовал в боях: 20 июля — при крепости Браилов; 29—31 июля — при Мачинском укреплении; 22 августа — при занятии Гирсово, затем в составе корпуса генерал-лейтенанта М. А. Милорадовича сражался: 30 августа — при разгроме 2-тысячного турецкого отряда у сел. Рассевата; 1 сентября — при разгроме 4-тысячного турецкого отряда у сел. Рассевата; 4 сентября — при взятии турецкого лагеря у сел. Рассеват. В сентябре — октябре находился при блокаде крепости Силистрии, участвовал в многочисленных делах при отражении вылазок неприятельского гарнизона. 10 октября в составе корпуса генерал-лейтенанта графа А. Ф. Ланжерона участвовал в сражении при сел. Татарице.
1810 год. Полк состоял в корпусе генерала от инфантерии графа А. Ф. Ланжерона и участвовал в боях: 11 и 12 июня — при крепости Шумле; 8 июля — при сел. Дерикиой, близ крепости Шумла; 11 июля — при отражении вылазки турецкого гарнизона из крепости Шумлы; 25 июля — при м. Джумы; затем в составе корпуса генерала от инфантерии графа С. М. Каменского участвовал 16 августа в рекогносцировке турецкого лагеря при Батине, а 26 августа в штурме Батинских укреплений. В этом бою погиб командир полка генерал-майор П. Д. Иловайский 2-й. Командующим полком был назначен есаул О. В. Поздеев. В сентябре полк участвовал в боевых действиях под крепостью Рущук до её сдачи 15 сентября, а в октябре полк в составе отряда генерал-майора графа М. С. Воронцова участвовал в боях: 16 октября — при взятии г. Плевны; 18 октября — при взятии г. Ловчи; 19 октября — при взятии г. Сельви.
1811—1812 годы. Полк состоял в отряде генерал-майора графа Э. Ф. Сен-При и участвовал в боях: 31 января — при вторичном штурме г. Ловчи. В марте 1811 года полк был переведён из Молдавской армии в Подольскую армию (с марта 1812 года 2-я Западная армия) генерала от инфантерии князя П. И. Багратиона и расположен в г. Могилёв-на-Днестре, нёс кордонную службу на участке от м. Жванец вниз по Днестру до впадения в него р. Ягорлык на границе с Турцией и Австрией. В мае 1812 года включён в состав 3-й Резервной Обсервационной армии генерала от кавалерии А. П. Тормасова.
- Отечественная война 1812 года и Заграничный поход 1813—1814 годов.

1812 год. До 10 июля полк находился в Подольской губернии, где нёс кордонную службу на границе с Турцией и Австрией, а затем выступил из г. Могилёва-на-Днестре на соединение с 3-й Резервной Обсервационной армией. 14 августа сражался при м. Любомле. С 15 по 18 августа участвовал в арьергардных боях при отступлении армии к г. Луцку, 26 августа — при г. Луцке, затем содержал аванпосты по р. Стырь. С 12 сентября по 7 октября участвовал в преследовании неприятеля до г. Слонима. Полк особо отличился во время рейда отряда генерал-майора Е. И. Чаплица к Слониму, где 7 октября был разгромлен формировавшийся 3-й (литовский) полк шеволежер-улан гвардии Наполеона, а командовавший этим полком польский бригадный генерал Я. Конопка взят в плен. Участвовал в боях: 11 ноября — на подступах к г. Борисову; 14 и 16 ноября — при д. Брили на р. Березине; с 17 по 29 ноября в преследовании неприятеля к г. Вильно, 2 дек. — при г. Ковно.
1813 год. В январе 1813 года полковник Г. А. Дячкин по болезни уволен на Дон. Командующим полком был назначен войсковой старшина О. В. Поздеев. Полк состоял в авангарде генерал-майора. Е. И. Чаплица 3-й Западной армии; участвовал в блокаде крепости Торна; в марте переведён в отряд генерал-лейтенанта графа М. С. Воронцова, блокировавший сначала крепость Кюстрин, а в апреле обложивший Магдебург; 26 мая участвовал в рейде к г. Лейпцигу. По окончании Плазвицкого перемирия в составе летучего отряда генерал-лейтенанта графа. М. С. Воронцова полк включён в Северную армию и сражался: 16 и 17 августа — при г. Ютербоке; 6 октября — при г. Лейпциге.
1814 год. Полк, состоя в отряде генерал-адъютанта А. И. Чернышёва, переведённом с корпусом генерала от кавалерии барона Ф. Ф. Винцингероде в Силезскую армию; участвовал в сражениях: 1 и 2 февраля — при г. Суассоне; 24 февраля — при Этувеле; 7 марта — при взятии г. Реймса; 23 марта — при г. Петивье.